# Difracción de electrones por retrodispersión
En microscopía electrónica de barrido la difracción de electrones por retrodispersión (EBSD:Electron backscatter diffraction), es una técnica de caracterización cristalográfica y microestructural. En ella, se mide directamente la orientación cristalográfica de un grano mediante indexación automática de su diagrama de difracción, compuesto por varias bandas de Kikuchi.